# ناحیه بورلی (شهرستان آدامز، ایلینوی)
ناحیه بورلی، شهرستان آدامز، ایلینوی (به انگلیسی: Beverly Township) یک منطقهٔ مسکونی در ایالات متحده آمریکا است که در شهرستان آدامز، ایلینوی واقع شده‌است. ناحیه بورلی ۴۰۶ نفر جمعیت دارد و ۲۴۲ متر بالاتر از سطح دریا واقع شده‌است.